# Циса острівна
Циса острівна (Cissa thalassina) — вид горобцеподібних птахів родини воронових (Corvidae).

## Поширення
Циса острівна - ендемік індонезійського острова Ява. Перебуває під загрозою зникнення.